# Raketne enote
Raketne enote so vse vojaške formacije, ki so oborožene s raketnim orožjem in usposobljene za rokovanje z njim.
Sama uvrstitev raketnih enot v sestavo oboroženih sil se razlikuje od države do države: 
- nekatere jih smatrajo kot poseben del artilerijskih enot in so tako del pehote,
- druge jih smatrajo za del vojno letalstvo (glede na dejstvo, da rakete letijo) ter
- spet tretje pa jim priznavajo samostojnost in imajo status veje oboroženih sil.

Čeprav se je samo raketno orožje pojavilo že v stari Kitajski, so nastale posebne raketne enote šele v drugi polovici druge svetovne vojne, ko se je razvoj tega orožja povzpel na tako raven, da je bila mogoča množična proizvodnja, ki je zagotavljaja stalen pritok kvalitetnega, močnega in natančnega orožja.